# Megommation festivagum
Megommation festivagum är en biart som först beskrevs av Dalla Torre 1896.  Megommation festivagum ingår i släktet Megommation och familjen vägbin. Inga underarter finns listade i Catalogue of Life.